# 杨洪琼
杨洪琼（1989年9月20日—），云南省曲靖市罗平县人，中国女子残疾人越野滑雪运动员。2022年参加冬季残疾人奥林匹克运动会越野滑雪比赛，包揽女子坐姿组全部3枚金牌，并担任闭幕式中国代表团旗手。

## 个人经历
杨洪琼在小时候从山上跌下损伤脊髓从而导致下肢残疾，最初是在云南练习举重和轮椅篮球，2018年开始练习越野滑雪。
2022年在北京第一次参加冬残奥会包揽了冬季残疾人奥林匹克运动会越野滑雪比赛女子坐姿组全部3枚金牌：3月6日获得女子长距离坐姿比赛冠军，3月9日获得女子短距离坐姿比赛冠军，3月12日获得女子中距离坐姿比赛冠军，并担任闭幕式中国代表团旗手。
2022年4月8日被国务院评为北京冬奥会、冬残奥会突出贡献个人。